# Le Protecteur de Pizen Bluff
Le Protecteur de Pizen Bluff est une histoire mettant en scène Balthazar Picsou, en 1890. C'est le numéro 6 bis de la saga La Jeunesse de Picsou, dessinée par Don Rosa. 

## Synopsis
Picsou rencontre dans cet épisode Annie Oakley, P. T. Barnum, Geronimo, Buffalo Bill, les frères Dalton, son oncle John (croisé dans Le Roi du Mississippi) et enfin un vieux mineur allemand du nom de Jacob Walz. Ce dernier lui confie la carte menant à la fabuleuse mine de Peralta. Picsou, n'y croyant pas, refuse d'y prêter attention, mais apprend à la fin de l'épisode par le Manuel des Castors Juniors que cette mine existe bel et bien, et qu'un Allemand du nom de Jacob Walz, surnommée le Hollandais, l'a découverte.
La quête de la mine de Jacob Walz est relatée dans l'épisode Le Secret du Hollandais (Picsou Magazine 331).

## Référence à Carl Barks
Pizen Bluff est déjà utilisée dans une histoire de Carl Barks: "Return to Pizen Bluff"

## Fiche technique
- Histoire n°D 96089.
- Éditeur : Egmont[1].
- Titre de la première publication : Hævneren i Bluff City en 1996 (en danois).
- Titre en anglais : The Vigilante of Pizen Bluff.
- Titre en français : Le Protecteur de Pizen Bluff.
- 24 planches.
- Auteur et dessinateur : Keno Don Rosa.